# 兀玉笃实
兀玉笃实，元朝大臣，畏兀儿人，野薛涅的儿子。
兀玉笃实与弟弟洁实弥尔赴大都朝觐，忽必烈命兀玉笃实在左右奉事，洁实弥尔至东宫侍奉太子真金。兀玉笃实授任为功德使司经历，不久擢升为同知司事，改任同知总制院事。晋升为宣政副使，依然同知功德使司。后擢升为资德大夫、同知宣政院事。去世后，追赠存诚秉德功臣、太傅、开府仪同三司、上柱国，追封齐国公，谥忠穆。